# Пантелейски манастир
Пантелейският манастир „Свети Пантелеймон“ (на македонска литературна норма: Пантелејски манастир) е православен манастир в кочанското село Пантелей, източната част на Северна Македония. Част е от Кочанското архиерейско наместничество на Брегалнишката епархия на Македонската православна църква – Охридска архиепископия.
Манастирът е основан в 1864 година. Манастирският комплекс се състои от две църкви. В 1872 година първо е изградена църквата „Успение на Пресвета Богородица“, а в 1885 година и главната манастирска църква „Свети Пантелеймон“ при игумена Мартиний.